# Orgaz
Orgaz è un comune spagnolo di 2 738 abitanti situato nella comunità autonoma di Castiglia-La Mancia.
A 34 km da Toledo in un territorio solitario di Sierre spopolate fa parte della comarca di Los Montes. Sull'origine del suo toponimo le opinioni sono diverse e non si è giunti a una conclusione certa.

## Storia
I ritrovamenti archeologici nella zona permettono di affermare che la prima presenza umana risale al Paleolitico e che le prime tribù residenti furono celtoiberiche. Il suo antico nome sembra che fosse Cartala, ed era la capitale della popolazione iberica degli Olcadi. Fu conquistata da Annibale nel 221 a.C. La successiva dominazione romana risalirebbe alla fine del III secolo a.C. e seguì le vicende della vicina Toledo. Fu occupata dai Visigoti che, avendo la capitale del regno a Toledo, la preferivano per periodi di riposo e di meditazione religiosa. Nel 711 con la battaglia del Guadalete vinta da Tariq ibn Ziyad sull'ultimo re visigoto Roderico, e quindi anche Orgaz, cadde sotto il potere musulmano. I musulmani fortificano Orgaz costruendo le mura.
Con la riconquista cristiana di Toledo nel 1085 ad opera di Alfonso VI di León Orgaz vide accrescere la sua popolazione grazie all'arrivo da Toledo di mozarabi, castigliani e soldati impegnati nella guerra contro i musulmani. Nel 1220 Ferdinando III di Castiglia concesse la "Signoria" della città a Ferrán Yuanes beni Abd el Malik (Alfadilla). Nel 1323 morì don Gonzalo Ruiz de Toledo signore di Orgaz, che verrà reso immortale da El Greco col suo famoso dipinto del 1586 El Entierro del conde de Orgaz (la sepoltura del conte di Orgaz) in cui è rappresentata la leggenda secondo la quale al momento della sepoltura del conte apparvero Sant'Agostino e Santo Stefano a deporne il corpo nel sepolcro. Il dipinto è conservato a Toledo nella chiesa di Santo Tomé ed è considerato una delle maggiori opere di pittura al mondo. Nel 1520 l'imperatore e re di Spagna Carlo I (primo come re e quinto come imperatore), concesse a don Álvar Pérez de Guzmán il titolo di conte di Orgaz.
Nel 1738 giunse ad Orgaz il noto architetto Alberto Churriguera per costruire la nuova chiesa che fu ultimata nel 1763. Nel 1793 durante il regno di Carlo III si costruì il Puente de los cinco Ocios sulla strada fra Toledo e Cordoba. Nel 1904 fu costruita la Plaza de Toros. 
Non sono molti i monumenti da ricordare, fra questi: il Castillo del XIV secolo con torrione, il Puente de los Cinco Ochos sul ruscello Rionsares costruito con massi di granito squadrati restaurato nel 2001, l'Iglesia Parroquial de Santo Tomàs Apostol del XVIII secolo.